# سیارک ۶۴۰۲
سیارک ۶۴۰۲ (به انگلیسی: 6402 Holstein، نامگذاری:1991GQ10) شش هزار و چهارصد و دومین سیارک کشف شده‌است که در ۹ آوریل ۱۹۹۱ کشف شد.
قدر مطلق سیارک برابر ۱۲٫۴۰ است.